# Anableps dowei
Poisson à quatre yeux du Pacifique
Espèce
Synonymes
- Anableps dowi
- Anableps dovii

Statut de conservation UICN

LC : Préoccupation mineure
Anableps dowei, le Poisson à quatre yeux du Pacifique, est une espèce de poissons à quatre yeux originaire des eaux côtières du Pacifique du sud du Mexique au Nicaragua. Ce poisson est grégaire et habite les marais de mangrove, les vasières de marée et d'autres écosystèmes saumâtres côtiers. À marée basse, il rampe sur le rivage pour manger des algues et d'autres matières organiques. Cette espèce présente un dimorphisme sexuel biaisé par la femelle, les mâles atteignant 22 cm de longueur totale, tandis que les femelles peuvent atteindre 34 cm.
Le mâle possède également un gonopode proéminent utilisé pour féconder les femelles pendant l'accouplement. Comme les autres membres des Anablepinae, cette espèce est vivipare et possède des organes génitaux orientés à gauche ou à droite pour éviter la consanguinité.
Le nom de « poisson à quatre yeux » vient du fait que les yeux du poisson sont divisés en deux lobes horizontaux, chacun ayant sa propre pupille et sa propre vision. Cela permet au poisson de voir au-dessus et au-dessous de l'eau en même temps.